# Johann Friedrich Hermann Pinno

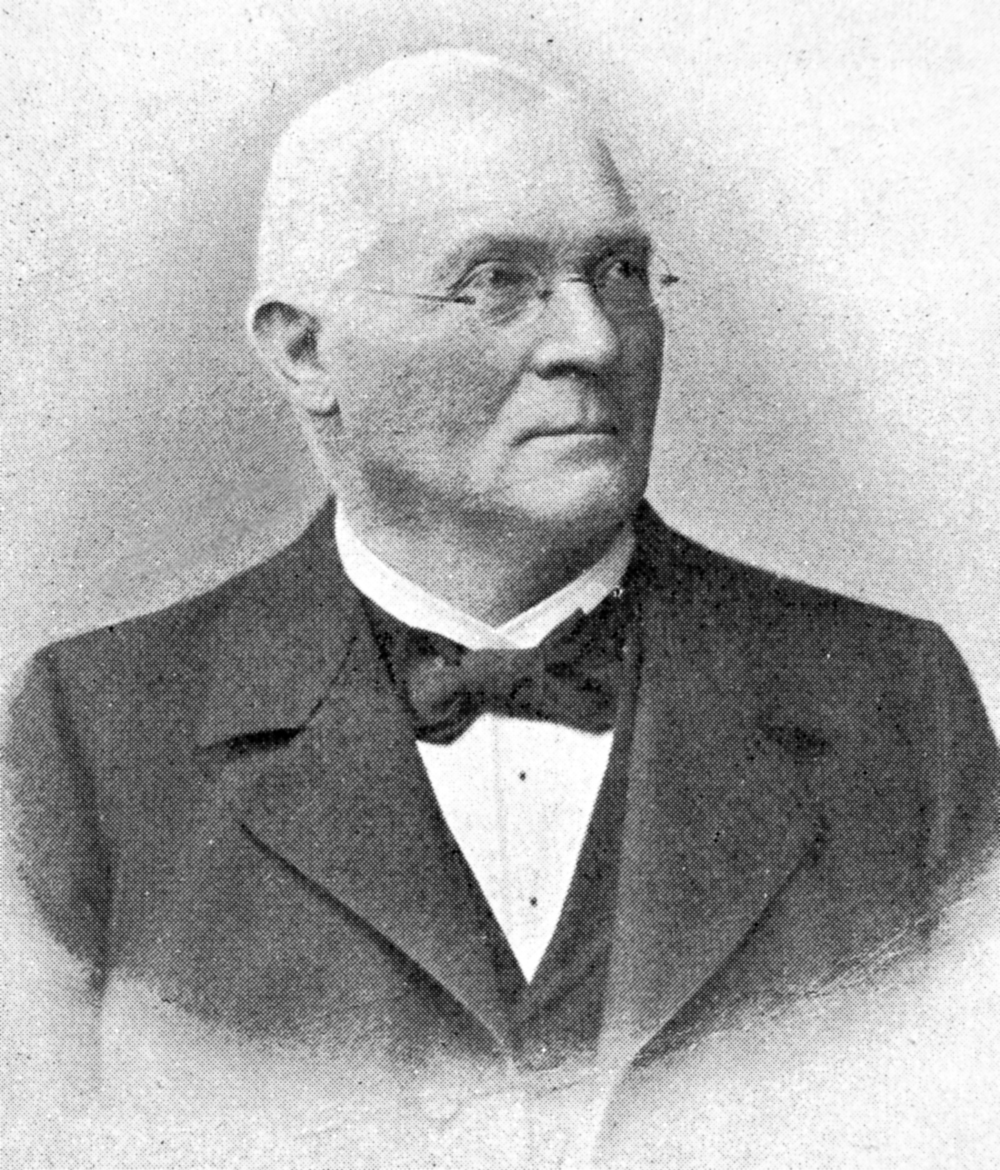
Bildnis des preußischen Bergbeamten Johann Friedrich Hermann Pinno

Johann Friedrich Hermann Pinno (* 16. März 1831 in Kleinkamsdorf; † 6. September 1902 in Berlin-Charlottenburg) war ein preußischer Bergbeamter.

## Leben
Pinno wurde am 16. März 1831 in Kleinkamsdorf als Sohn des damaligen Schichtmeisters der Gewerkschaft der vereinigten Reviere zu Kamsdorf geboren.
Nach Erlangung des Reifezeugnisses auf dem Gymnasium zu Kloster-Roßleben wurde er am 21. Oktober 1851 als Bergwerksbeflissener beim Bergamt Wettin angenommen.
Das übliche Probejahr absolvierte er in den Wettiner und Löbejüner Steinkohlengruben. Dort legte er auch am 15. November 1852 sein Tentamen (= Vorprüfung) ab. Es schlossen sich Studien in der Halleschen Braunkohleindustrie und Vorträge an der Eislebener Bergschule an. Des Weiteren folgten seit Michaelis (= 29. September) 1854 akademische Studien in Berlin sowie seit 1856 ebensolche in Halle.
Am 17. Juni 1859 wurde er zum Bergreferendar, am 18. November 1862 nach Absolvierung des vorgeschriebenen Vorbereitungsdienstes zum Bergassessor ernannt. Als solcher wurde er auf dem Königlichen Salzwerk zu Staßfurt beschäftigt. 1867 erfolgte die Beförderung zum Berginspektor; 1869 die Ernennung zum Bergrat. In Staßfurt war er bis 1878 als Bergdirektor tätig.
Am 2. März 1878 erhielt Pinno seine Ernennungsurkunde zum Oberbergrat und wurde in das Oberbergamt Halle versetzt. In dieser Eigenschaft folgte er u. a. auch einer Bitte der Herzoglichen Verwaltung in Mecklenburg, sich gutachterlich zu Art und Weise der Gewinnung von Braunkohle im Raum Malliß (Südwest-Mecklenburg) zu äußern.
Mit Datum vom 31. Juli 1880 gibt er einen umfassenden und detaillierten Einblick in die seinerzeitige Mallißer Bergwerksführung und mahnt tiefgreifende Veränderungen an.
Ab 1. November 1891 wurde er zum Berghauptmann und Direktor des Oberbergamtes zu Breslau ernannt. Diese Stelle bekleidete er bis zum Eintritt in den Ruhestand am 1. Oktober 1896.
Zum Ausscheiden aus dem preußischen Staatsdienst erhielt er die Ernennung zum Wirklichen Geheimen Oberbergrat mit dem Range der Räte erster Klasse.
Oberbergrat Johann Friedrich Hermann Pinno verstarb am 26. September 1902 im Alter von 71 Jahren in Charlottenburg.
Sein Wirken im Staßfurter Salzbergbau sowie im Schlesischen Bergbau ist aller Ehren wert.